# Poronidulus conchifer
Poronidulus là một chi nấm trong họ Polyporaceae. Nó là chi đơn loài, và chỉ có một loài Poronidulus conchifer.